# Alexander Björnberg
Alexander Björnberg, född den 11 april 1725 i Pålstorp i Hemsjö socken i Älvsborgs län, död den 28 januari 1788 på Stora Djupsås i Essunga socken i Skaraborgs län, var en svensk militär.
Björnberg var son till överstelöjtnanten Mattias Björnberg och dennes första hustru Hedvig Eleonora von Schwarzenhoff. Björnberg blev volontär vid Älvsborgs regemente den 8 april 1741, sergeant den 18 oktober 1747 och fänrik den 30 mars 1750. Han befordrades till löjtnant den 30 oktober 1752 samt blev slutligen kapten vid regementet den 26 maj 1762. Han fick avsked från sin tjänst den 9 oktober 1776.
Björnberg var gift första gången 1756 med Elsa Beata Makeléer, andra gången 1761 med Elisabet Ahlehielm och tredje gången 1781 med sin styvmors systerdotter Lovisa Fleetwood.
Med sin sista hustru skapade han den 20 juli 1785 Stora Djupsås fideikommiss.

## Utmärkelser
- Riddare av Svärdsorden - 28 maj 1772